# Госьцейовиці
Госьцейовиці (пол. Gościejowice, нім. Heidersdorf) — село в Польщі, у гміні Немодлін Опольського повіту Опольського воєводства.
Населення — 326 осіб (2011).

## Демографія
Демографічна структура станом на 31 березня 2011 року:
|          | Загалом | Допрацездатний вік | Працездатний вік | Постпрацездатний вік |
| -------- | ------- | ------------------ | ---------------- | -------------------- |
| Чоловіки | 159     | 29                 | 112              | 18                   |
| Жінки    | 167     | 42                 | 95               | 30                   |
| Разом    | 326     | 71                 | 207              | 48                   |